# Viloria
Viloria község Spanyolországban, Valladolid tartományban. Viloria Torrescárcela, Cuéllar, San Cristóbal de Cuéllar és San Miguel del Arroyo községekkel határos. Lakosainak száma 331 fő (2024).

## Népesség
A település népessége az utóbbi években az alábbiak szerint változott:
| Lakosok száma | 373  | 388  | 382  | 387  | 368  | 360  | 349  | 340  | 343  | 331  |
|               | 2001 | 2004 | 2007 | 2009 | 2012 | 2014 | 2017 | 2019 | 2022 | 2024 |